# Eugoa tineoides
Eugoa tineoides là một loài bướm đêm thuộc phân họ Arctiinae, họ Erebidae.